# Груздевка (Казахстан)
Гру́здевка (каз. Груздевка) — село у складі Железинського району Павлодарської області Казахстану. Входить до складу Приіртиського сільського округу.
Населення — 38 осіб (2021; 65 у 2009, 110 у 1999, 125 у 1989).
Національний склад станом на 1989 рік:
- росіяни — 54 %.